# Pouillot à face noire
Abroscopus schisticeps
Espèce
Synonymes
- Culicipeta schisticeps Gray & Gray, 1846
(protonyme)

Statut de conservation UICN

 LC  : Préoccupation mineure
Le Pouillot à face noire (Abroscopus schisticeps) est une espèce d’oiseaux d'Asie appartenant à la famille des Cettiidae.

## Répartition
Cette espèce vit au Bhoutan, en Birmanie, en Chine, en Inde, au Népal et au Vietnam.

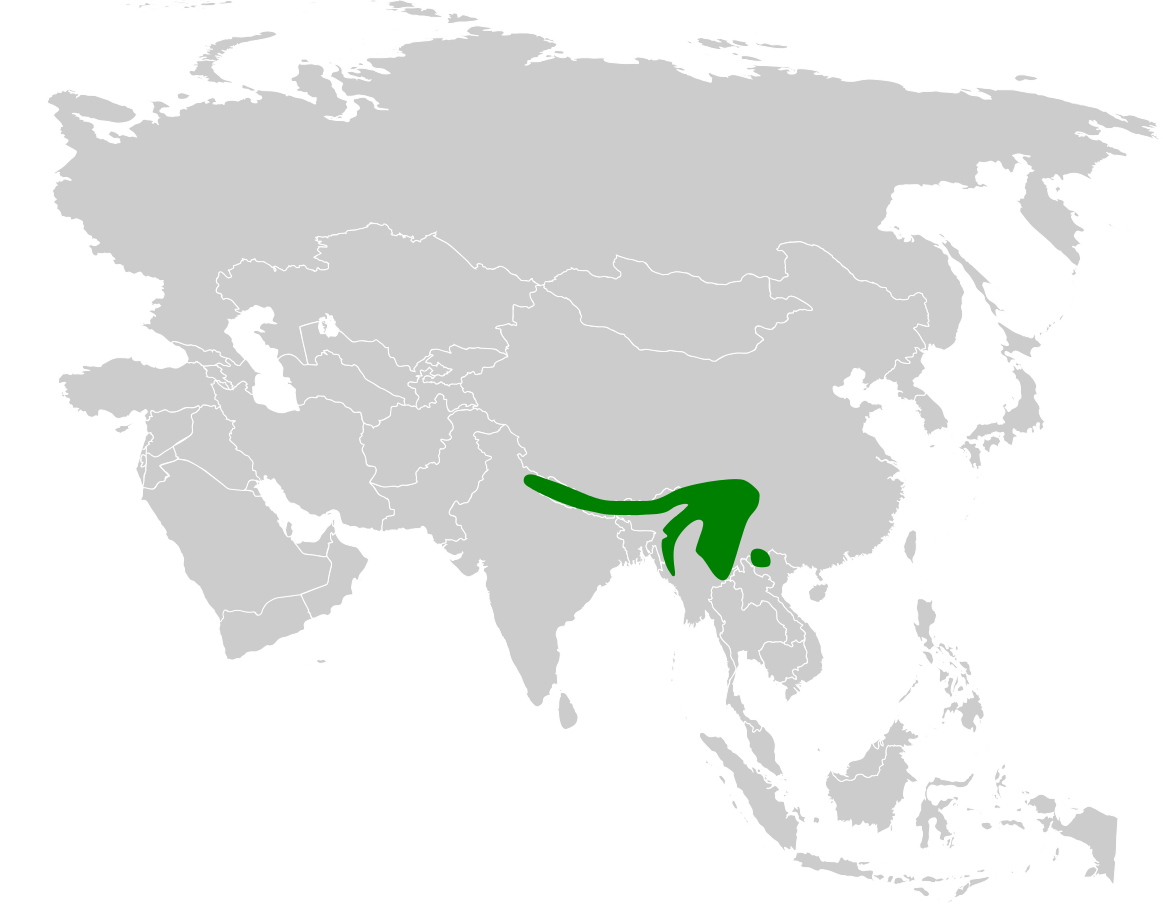
carte de répartition (2016).